# NesC
nesC är ett programspråk (akronym för network embedded systems C) skapat för att bygga applikationer för TinyOS plattformen. Det är starkt besläktat med programspråket C och har därmed väldigt liknande syntax.
Alla program i nesC består av tre delar:
Komponent:
Dess uppgift är att länka samman programmet till andra program, och även standardmoduler som styr hårdvaran. 
Interface:
Interface används för att beskriva vilka operationer som komponenten kan erbjuda till andra komponenter och beskriver även vilka funktioner som dessa komponenter måste implementera. 
Modul:
Här implementeras själva programmet och dess operationer.
nesC kompilator kallas för ncc.